# Michel Douay
Pour les articles homonymes, voir Douay.
Moïse Joseph Émile Douay, dit Michel Douay, est un dessinateur français né le 1er décembre 1914 à Saint-Quentin-La-Motte et mort le 25 novembre 2010 à Lyon. Surtout connu comme auteur de bandes dessinées humoristiques, il est notamment l'auteur de Séraphin, de Zoé et de Plumoo. Son succès ne s'est pas démenti. 

## Biographie
Michel Douay est né en 1914 à Saint-Quentin-La-Motte.

### Études, débuts professionnels
Il poursuit des études à l'école des arts appliqués, puis commence sa carrière dans la publicité, dans les années 1930. Il intervient aussi dans le domaine du cinéma, en créant des décors et comme figurant.
Il est fait prisonnier pendant la Seconde Guerre mondiale. Après la Libération, il fait de l'animation dans les studios de Paul Grimault.
Michel Douay travaille également dans l'illustration. Il œuvre ainsi pour les journaux Carrefour, Le Parisien libéré, Paris-Match, Point de vue.

### Bande dessinée
En bande dessinée, il crée Clic pour France-Dimanche. Cette série paraît de 1949 à 1953.
Sa deuxième série de bande dessinée est la plus prolifique : pour La Vie catholique, il crée les aventures d'un petit ange, Séraphin, qui sont publiées en presque 2000 bandes, pendant près de quarante ans. Il est aussi, en alternance avec d'autres dessinateurs, l'un des auteurs de Zoé enfant terrible, qui paraît dans Le Parisien libéré de 1946 à 1974. 
Michel Douay est aussi l'auteur de Plumoo qui paraît successivement dans Cœurs vaillants, dans J2 Jeunes, dans Formule 1. Il crée ensuite Didine en 1981 pour Djin puis Triolo.

### Jugements
Son humour est jugé « loufoque, burlesque, souvent noir, à la limite du surréalisme » ; il apprécie les « histoires “dingues”, les gags idiots ». Bien que parfois déroutant, il a toujours connu le succès.

## Séries de bande dessinée
- Clic, dans France-Dimanche, 1949-1953.
- Séraphin, dans La Vie catholique.
- Zoé enfant terrible, dans Le Parisien libéré, de 1949 à 1974.
- Plumoo, dans Cœurs vaillants, J2 Jeunes, Formule 1, Super As : de 1966 à 1980.
- Didine, dans Djin puis Triolo.